# Caca-da-norfolk
Kaká-de-norfolk ou caca-da-norfolk (Nestor productus) é uma espécie de ave extinta da ordem psittaciformes e família dos estrigopídeos, que vivia na Ilha Norfolk na Austrália. Provavelmente foi extinto na natureza no século XIX. O último espécime vivo morreu em Londres. Uma peculiaridade da espécie era o tamanho avantajado do bico, bem maior do que os bicos de outros psitacídeos.